# 메ㅌ-
메ㅌ-(영어: meth-)은 화학에서 사용되는 접두사이다. 이 용어는 화합물이 메테인으로부터 유도되었거나 "메틸"기를 포함하고 있음을 나타낸다. 
이 용어는 유기 화합물의 이름을 결정시 축방향의 원자를 셀 때 숫자 1과 같은 역할을 한다. 예를 들어 메테인은 탄소가 1개인 알케인이다.

## 같이 보기
- 에ㅌ-
- 프로ㅍ-
- 뷰ㅌ-